# David Lee Miller
Pour les articles homonymes, voir Miller et David Miller.
David Lee Miller, né en 1951, est un professeur universitaire américain de littérature anglaise, spécialiste de la littérature de la Renaissance et de littérature comparée à l'université de Caroline du Sud à Columbia. Ses principaux travaux sont The Poem's Two Bodies: The Poetics of the 1590 Faerie Queen, (Princeton UP, 1988); Dreams of the Burning Child: Sacrificial Sons and the Father's Witness (Cornell UP, 2003); trois livres publiés et deux douzaines d'articles publiés dans des revues académiques somme Modern Language Quarterly, English Literary History et Publications of the Modern Language Association. Il est l'un des quatre corédacteurs de The Collected Works of Edmund Spenser, une nouvelle édition universitaire éditée sous contrat avec Oxford University Press.

## Biographie
Sa jeunesse se déroule à San Diego, en Californie et ses études à l'université Yale et à l'université de Californie à Irvine. Il est boursier de la Fondation John-Simon-Guggenheim, du National Endowment for the Humanities et de la Fondation Andrew W. Mellon. Miller enseigne à l'université d'Alabama de 1978 à 1994, puis à l'université du Kentucky de 1994 à 2004. Il a été le parrain de la première Union des étudiants gays à l'Université de l'Alabama en 1983, un engagement important pour un jeune enseignant du Sud profond. Il a trois fils, John Pruett Miller, Truman David Miller et Samuel Boatwright Miller.  
Miller est un spécialiste de l'œuvre d'Edmund Spenser, un contemporain de Shakespeare dont La Reine des fées (Faerie Queene) est considéré comme l'un des deux ou trois plus grands poèmes épiques de la langue anglaise. Spenser est le sujet d'un ouvrage de Miller paru en 1988, The Poem's Two Bodies (Les Deux corps du poème). Miller participe à une nouvelle édition savante du grand poète anglais. Dans de nombreux articles, et plus particulièrement dans Dreams of the Burning Child (Rêves de l'enfant brûlant), Miller parcourt librement les littératures de toutes les époques et les cultures aussi bien populaires que classiques pour défendre sa thèse centrale selon laquelle la culture occidentale serait obsédée par le sacrifice du fils comme moyen d'échapper à l'autorité patriarcale. Il s'agit d'un travail sophistiqué sur le plan théorique, mais son style léger et ludique a été apprécié, car il s'oppose à l'enflure et au jargon prétentieux adoptés par une grande partie de la critique littéraire académique au cours des dernières décennies.